# 和平飯店

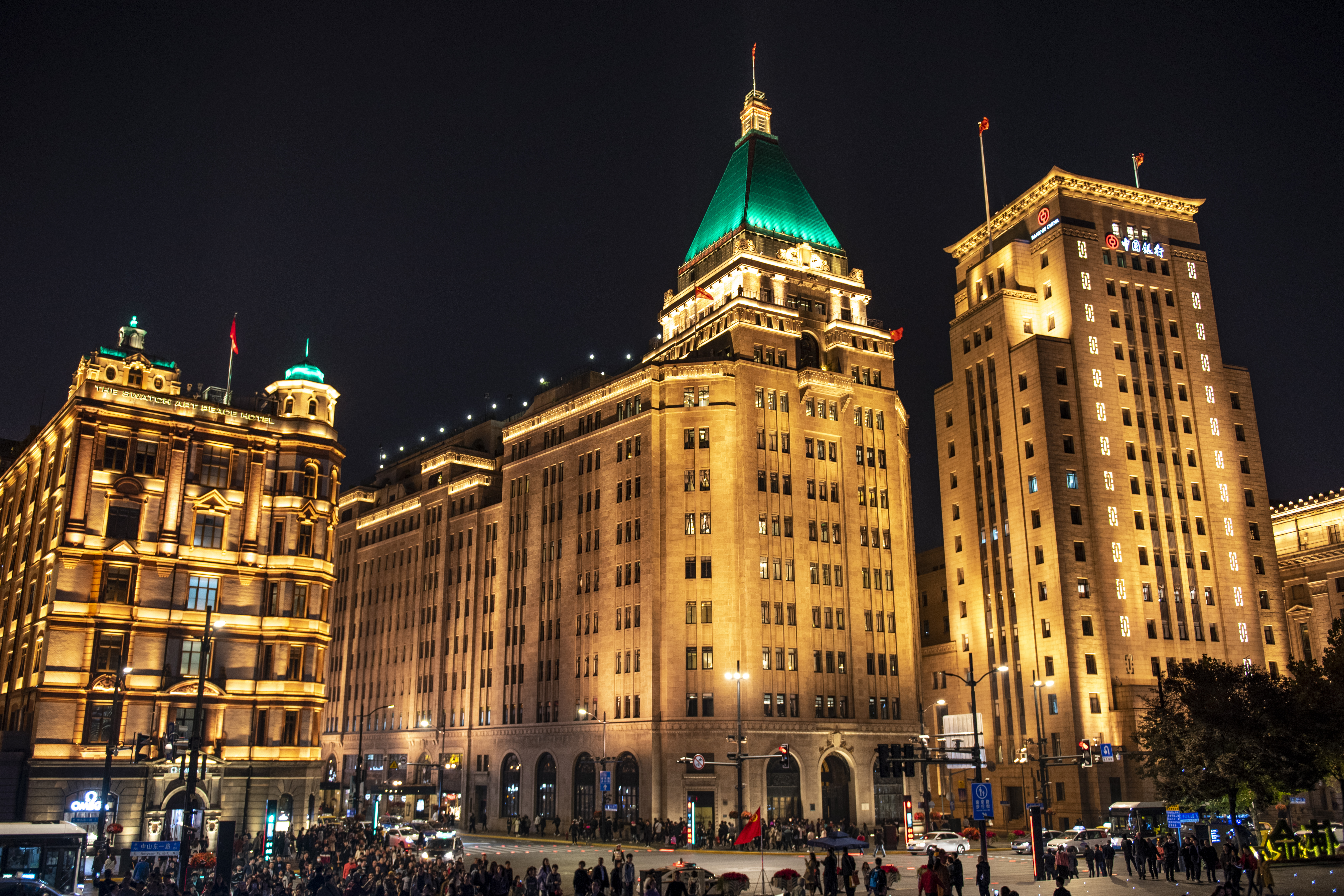
中央の建築は北楼、左側の建築は南楼

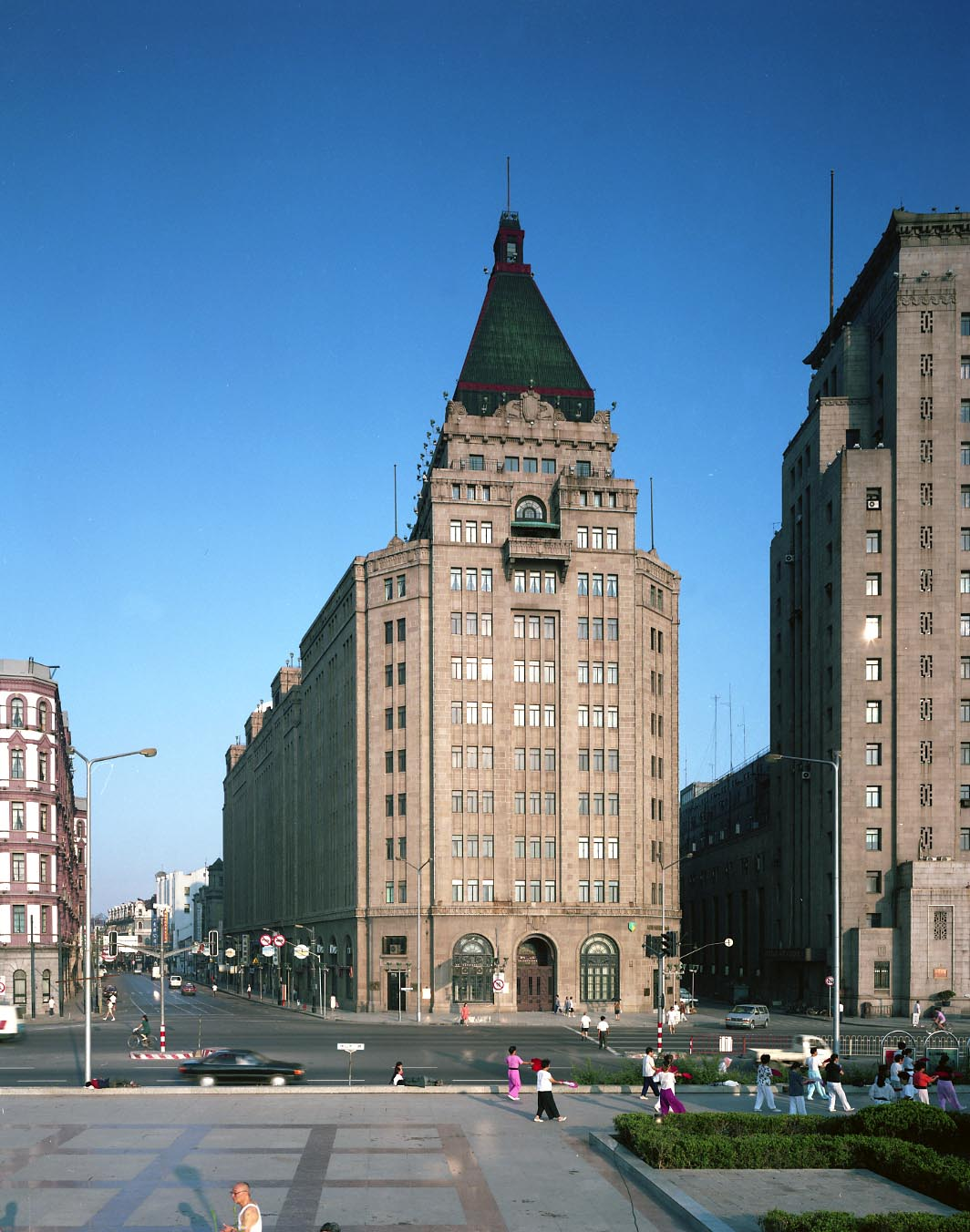
北楼

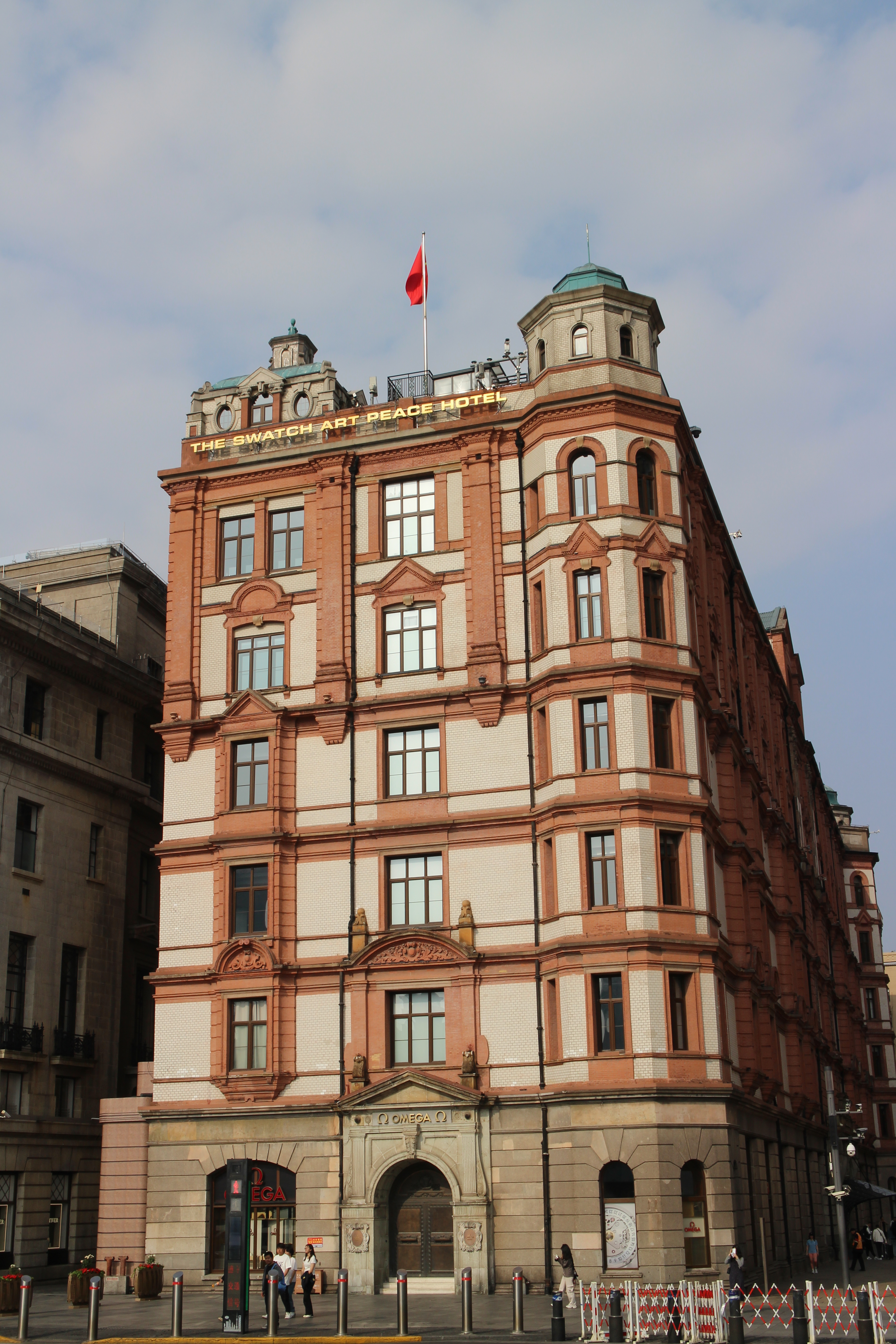
南楼

和平飯店（英語: Peace Hotel、中国語: 和平饭店）は、中華人民共和国上海市外灘にあるフェアモント・ホテルズ・アンド・リゾーツが運営するホテル。1956年に開業し、キャセイ・ホテルの後継者として旧サッスーンハウスを接収した。1965年、旧パレス・ホテル（中国語: 匯中飯店）は和平飯店に吸収合併され、1965年から2010年までに「和平飯店」として営業していた。2010年以降、旧サッスーンハウスはフェアモント・ホテルズ・アンド・リゾーツの傘下に入り、「上海和平飯店」として営業している。一方、旧パレス・ホテルビルはスウォッチ和平飯店芸術センターに改装された。